# マイケル・クアルク
マイケル・クアルク（ラテン翻字：Michael Quarcoo、2004年10月26日 - ）は、ガーナ出身のプロサッカー選手。ポジションはフォワード。

## 略歴
ガーナ出身であるが、ブラジルに渡りブラジリア連邦直轄区（DF）のカピタルCFと契約。2024年1月、20歳以下の大会であるコパ・サンパウロ・デ・フチボル・ジュニオールで6ゴールを挙げ、カピタルの外国人選手最多得点記録を樹立した。
2024年4月、フォルタレーザECのU-20チームに期限付き移籍し、カンピオナート・ブラジレイロSub-20のメンバーとして登録された。
2025年1月、コパ・サンパウロ・デ・フチボル・ジュニオールに参戦するフォルタレーザU-20チームのメンバー入りし、2ゴールを挙げた。1月27日、カンピオナート・セアレンセのカリリFC戦にて途中出場し、プロ選手デビューを果たした。フォルタレーザでアフリカ人選手が公式戦に出場したのは実に19年ぶりのことである。
2025年2月5日、フォルタレーザからカピタルに復帰することが発表された。カピタル復帰後、2025年シーズンのコパ・ド・ブラジル、カンピオナート・ブラジリエンセおよびカンピオナート・ブラジレイロ・セリエDに出場した。
2025年6月23日、Jリーグのサガン鳥栖へ期限付き移籍加入することが発表された。 しかし、選手登録手続きを進める過程において国際サッカー連盟 (FIFA) が定める「選手の地位及び移籍に関する規則（RSTP）」第5条第4項に基づき、鳥栖では2025年シーズンの公式戦に出場できない可能性があるとの回答をFIFAから受けたため、8月4日に双方合意の下で期限付き移籍契約を解除。

## 個人成績
| 国内大会個人成績 | 国内大会個人成績 | 国内大会個人成績 | 国内大会個人成績 | 国内大会個人成績 | 国内大会個人成績 | 国内大会個人成績 | 国内大会個人成績 | 国内大会個人成績 | 国内大会個人成績 | 国内大会個人成績 | 国内大会個人成績 |
| 年度             | クラブ           | 背番号           | リーグ           | リーグ戦         | リーグ戦         | リーグ杯         | リーグ杯         | オープン杯       | オープン杯       | 期間通算         | 期間通算         |
| 年度             | クラブ           | 背番号           | リーグ           | 出場             | 得点             | 出場             | 得点             | 出場             | 得点             | 出場             | 得点             |
| 日本             | 日本             | 日本             | 日本             | リーグ戦         | リーグ戦         | リーグ杯         | リーグ杯         | 天皇杯           | 天皇杯           | 期間通算         | 期間通算         |
| ---------------- | ---------------- | ---------------- | ---------------- | ---------------- | ---------------- | ---------------- | ---------------- | ---------------- | ---------------- | ---------------- | ---------------- |
| 2025             | 鳥栖             | 38               | J2               | 0                | 0                | -                | -                | 0                | 0                | 0                | 0                |
| 通算             | 日本             | 日本             | J2               | 0                | 0                | 0                | 0                | 0                | 0                | 0                | 0                |
| 総通算           | 総通算           | 総通算           | 総通算           | 0                | 0                | 0                | 0                | 0                | 0                | 0                | 0                |